# Bakspatel

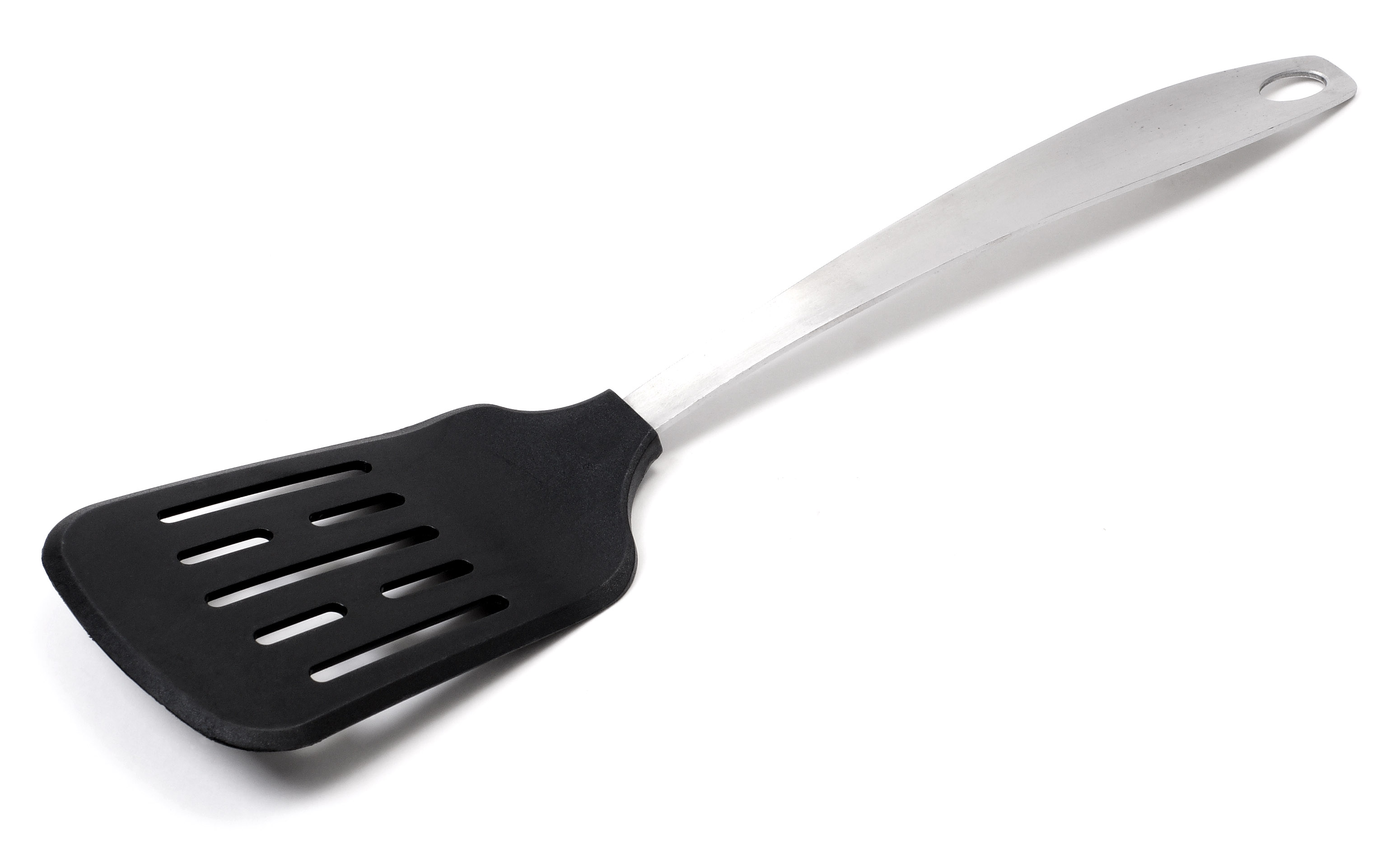
Een bakspatel

Een bakspatel of bakspaan (of kortweg spatel of spaan) is een simpel schepachtig gereedschap dat men gebruikt bij het bakken of braden in een pan. Men kan er bijvoorbeeld een gebakken ei mee losmaken van de bodem wanneer dit is vastgebrand. Ook kan de spatel worden gebruikt om de bakwaren mee om te scheppen of "aankoekresten" uit de pan te verwijderen na gebruik.

## Geschiedenis
Spatels worden al sinds de middeleeuwen gebruikt.

## Materialen
Spatels werden vroeger vooral van hout en metaal gemaakt. Tegenwoordig worden er steeds meer spatels van hittebestendige kunststof gemaakt.
Bij gebruik van metalen spatels worden krassen gevormd in de teflon anti-aanbaklaag van veel pannen. Het is mogelijk dat een beschadigde teflonlaag schadelijk (kankerverwekkend) is.